# 下諾夫哥羅德克里姆林
下諾夫哥羅德克里姆林（俄语：Нижегородский кремль）是位於俄羅斯下諾夫哥羅德的一座克里姆林建築。1374年，石質的克里姆林取代舊的木質克里姆林。14世紀之後，下諾夫哥羅德克里姆林逐漸失去了軍事意義，被用作政府辦公建築。1949年，蘇聯政府下令恢復下諾夫哥羅德克里姆林的建築。